# Desmond Penigar
Desmond Penigar (* 16. Juli 1981 in DeQuincy, Louisiana) ist ein ehemaliger US-amerikanischer Basketballspieler. Nach dem Studienende stand Penigar als „Rookie of the Year“ 2004 der NBA Development League kurz vor einem dauerhaften Vertrag in der nordamerikanischen Liga National Basketball Association (NBA), in der er für die Orlando Magic zehn Spiele bestritt. Nachdem ihm der dauerhafte Sprung in die NBA nicht gelungen war, spielte er nach einer Saison in Südkorea je zwei Spielzeiten in der deutschen und österreichischen obersten Spielklasse. Zuletzt war er in der Saison 2014/15 im Libanon aktiv.

## Karriere in den USA
Penigar ging nach seinem High-School-Abschluss im kalifornischen Upland an das „Ventura College“, ein Community College im gleichnamigen Ort im gleichen US-Bundesstaat. Der berühmteste Absolvent dieser Hochschule, der Basketballprofi wurde, ist der ehemalige NBA-All-Star Cedric Ceballos. Die Basketballmannschaft Pirates dieses Colleges spielt in der „California Community College Athletic Association“ (CCCAA).
Nach zwei Jahren am Community College ging Penigar 2001 an die Utah State University in Logan, deren Basketballmannschaft Aggies in der Western Athletic Conference der NCAA Division I spielen. 2002 gewann man den Hauptrundenmeistertitel der Conference und 2003 das Finalturnier der Conference, bei dem Penigar zum MVP des Finalturniers ernannt wurde. In der anschließenden landesweiten Endrunde verpasste man gegen den späteren Vizemeister, die an Nummer 2 der regionalen Setzliste hoch favorisierten Jayhawks der University of Kansas, nach einer Dreipunktniederlage in der ersten Runde nur knapp eine Überraschung. Penigar selbst verpasste als bester Korbschütze mit 25 Punkten, gegenüber 22 Punkten von Keith Langford bei der Siegermannschaft, und mit neun Rebounds nur knapp ein Double-Double. Er führte seine Farben in allen statistischen Kategorien außer den Assists an.
In der NBA-Draft 2003 blieb Penigar unberücksichtigt, konnte sich aber für einen Platz in der D-League-Mannschaft Asheville Altitude empfehlen. Im Februar 2004 wurde er von den Orlando Magic nacheinander mit zwei Zehn-Tages-Verträgen ausgestattet und bestritt zehn NBA-Spiele für Orlando. Anschließend kehrte er in das Aufgebot der Altitude zurück und wurde am Ende der NBDL-Spielzeit 2003/04 zum Rookie of the Year dieser Liga ernannt. Zudem wurde er zweimal zum „player of the month“ (deutsch Spieler des Monats) sowie in das „All-NBDL-First Team“ der Spielzeit berufen und war am Ende der Spielzeit bester Korbschütze der gesamten Liga. Während des Endspiels, dass seine Mannschaft nach einem klaren Halbzeitrückstand in der Verlängerung mit 108:106 gewann und Meister wurde, verletzte sich Penigar am Ellbogen, weshalb er in der Verlängerung nicht mehr mitwirken konnte. In der Sommerpause absolvierte er noch einzelne Vorbereitungsspiele im Trikot der Denver Nuggets, bekam aber keinen Vertrag für die darauffolgende Spielzeit.

## Profi in Asien und Europa
Nachdem er für die Spielzeit 2004/05 in der NBA unberücksichtigt blieb, heuerte Penigar während der Saison in Südkorea an. Nach dem Ende der Spielzeit wechselte er schließlich für die darauffolgende Spielzeit in die deutsche Basketball-Bundesliga zu den EWE Baskets Oldenburg. Nach einer Knieoperation im Sommer dauerte die Rehabilitationsphase jedoch länger und er absolvierte während der Hauptrunde nur vier Spiele. In den Play-offs 2005/06, die Oldenburg als Achter gerade so eben erreichte, konnte Penigar wieder vollständig mitwirken und mit seinen Mannschaftskameraden den Hauptrundenersten Alba Berlin in ein fünftes und entscheidendes Spiel zwingen, das jedoch verloren ging. In der folgenden Spielzeit 2006/07 wurde Penigar zwar in allen Spielen eingesetzt und erzielte mit 16,7 Punkten und 6,7 Rebounds pro Spiel Bestwerte in seiner Mannschaft, womit er auch innerhalb der Liga zu den besten zehn dieser Kategorien gehörte, die Mannschaft selbst verpasste jedoch knapp auf dem neunten Platz den erneuten Einzug in die Play-offs um die deutsche Meisterschaft.
Nach dem Saisonende 2006/07 war Penigar ohne Vertrag und kümmerte sich nach eigenen Angaben um eine Geschäftseröffnung in seinem Heimatland, erst Ende Januar 2009 beging er beim österreichischen Meister Fürstenfeld Panthers in der ABL seine Rückkehr. Die Steirer hatten kurz zuvor den Pokalsieg errungen, unter anderem mit der Unterstützung von Bryan Lucas, gegen den Penigar im NBDL-Halbfinale 2004 noch gespielt und auf dem Weg zur Meisterschaft mit den Asheville Altitude besiegt hatte. Penigar selbst erzielte im Anschluss mit 20,3 Punkten und 9,3 Rebounds pro Spiel mannschaftsinterne Bestwerte, die ligaweit jeweils zum dritten Platz in diesen Kategorien reichte. Der Titelverteidiger Panthers verlor jedoch die Play-off-Halbfinalserie gegen den späteren Meister WBC Wels und konnte seinen Titel nicht verteidigen. Dafür schlug man die Welser wie zuvor im Pokalfinale zu Beginn der folgenden Spielzeit auch im Supercup. Zu Beginn dieser Spielzeit hatte der neue Mannschaftskapitän Penigar eine Acht-Spiel-Sperre abzusitzen und erzielte über die Saison mit 19,3 Punkten und 7,3 Rebounds leicht schwächere persönliche Statistiken, doch Fürstenfeld zog als an erster Stelle gesetzte Mannschaft nach den Hauptrunden bis in die Finalserie ein, wo man im fünften und entscheidenden Spiel zuhause den Allianz Swans Gmunden unterlag. 
In der Spielzeit 2011/12 stand Penigar im libanesischen Byblos unter Vertrag und führte die Korbjägerliste der Liga an, während seine Mannschaft keine vordere Platzierung erreichte. Zur folgenden Spielzeit wechselte er nach Kuwait, wo er für den Vizemeister Al-Kuwait SC spielte.